# Референдумы в Швейцарии (1919)
Референдумы в Швейцарии проходили 4 мая и 10 августа 1919 года. В мае проходили Конституционные референдумы по Статье 24тер по перевозкам и по поправке, вводящей военный налог. Оба референдума были одобрены. В августе прошло голосование по временным поправкам к Статье 73 Конституции, которые также были одобрены 71,6% голосов и большинством кантонов.

## Избирательная система
Все три Конституционных референдума являлись обязательными и требовали двойного большинства для одобрения.

## Результаты

### Конституционная поправка по перевозкам
| Выбор                                | Общее голосование | Общее голосование | Кантоны | Кантоны | Кантоны |
| Выбор                                | Голосов           | %                 | Полных  | Полу-   | Всего   |
| ------------------------------------ | ----------------- | ----------------- | ------- | ------- | ------- |
| За                                   | 399 131           | 83,6              | 19      | 6       | 22      |
| Против                               | 78 260            | 16,4              | 0       | 0       | 0       |
| Пустых бюллетеней                    | 19 329            | –                 | –       | –       | –       |
| Недействительных бюллетеней          | 8 401             | –                 | –       | –       | –       |
| Всего                                | 505 121           | 100               | 19      | 6       | 22      |
| Зарегистрированных избирателей/ Явка | 937 257           | 53,9              | –       | –       | –       |
| Источник: Nohlen & Stöver            |                   |                   |         |         |         |

### Конституционная поправка по военному налогу
| Выбор                                | Общее голосование | Общее голосование | Кантоны | Кантоны | Кантоны |
| Выбор                                | Голосов           | %                 | Полных  | Полу-   | Всего   |
| ------------------------------------ | ----------------- | ----------------- | ------- | ------- | ------- |
| За                                   | 307 528           | 65,1              | 17      | 6       | 20      |
| Против                               | 165 119           | 34,9              | 2       | 0       | 2       |
| Пустых бюллетеней                    | 20 920            | –                 | –       | –       | –       |
| Недействительных бюллетеней          | 10 347            | –                 | –       | –       | –       |
| Всего                                | 503 914           | 100               | 19      | 6       | 22      |
| Зарегистрированных избирателей/ Явка | 937 257           | 53,8              | –       | –       | –       |
| Источник: Nohlen & Stöver            |                   |                   |         |         |         |

### Временная поправка к Статье 73 Конституции
| Выбор                                | Общее голосование | Общее голосование | Кантоны | Кантоны | Кантоны |
| Выбор                                | Голосов           | %                 | Полных  | Полу-   | Всего   |
| ------------------------------------ | ----------------- | ----------------- | ------- | ------- | ------- |
| За                                   | 200 008           | 71,6              | 19      | 5       | 21,5    |
| Против                               | 79 369            | 28,4              | 0       | 1       | 0,5     |
| Пустых бюллетеней                    | 19 708            | –                 | –       | –       | –       |
| Недействительных бюллетеней          | 6 710             | –                 | –       | –       | –       |
| Всего                                | 305 795           | 100               | 19      | 6       | 22      |
| Зарегистрированных избирателей/ Явка | 931 523           | 32,8              | –       | –       | –       |
| Источник: Nohlen & Stöver            |                   |                   |         |         |         |